# È solo l'inizio
È solo l'inizio (Just Getting Started) è un film del 2017 scritto e diretto da Ron Shelton.
La pellicola, con protagonisti Morgan Freeman, Tommy Lee Jones e Rene Russo, segna l'ultima apparizione dell'attrice Glenne Headly, morta l'8 giugno 2017.

## Trama
L'avvocato difensore Duke, che un tempo difendeva i capi delle organizzazioni criminali più pericolose del mondo, ora gestisce il resort di lusso Villa Capri a Palm Springs, in California. Leo, un ex agente dell'FBI, arriva al resort e batte ripetutamente Duke in ogni competizione. Come gestore del resort, Duke è inizialmente minacciato dalle attività del nuovo arrivato con le donne e la natura competitiva. La loro competizione si estende persino alla rivalità su Suzie, il direttore regionale della catena di resort. Durante le competizioni la vita di Duke viene messa in pericolo più volte e si rende conto che la mafia lo ha trovato e sta tentando di ucciderlo. Duke e Leo devono lavorare insieme per sconfiggere la mafia e salvare la vita di Duke durante il periodo natalizio a Villa Capri.

## Produzione
Il titolo iniziale del film era Villa Capri.
Le riprese del film iniziano il 15 agosto 2016 in Nuovo Messico.

## Promozione
Il primo trailer del film viene diffuso il 18 settembre 2017.

## Distribuzione
La pellicola è stata distribuita nelle sale cinematografiche statunitensi a partire dall'8 dicembre 2017.